# Жуазейру-ду-Пиауи

Жуазейру-ду-Пиауи на карте штата.

Жуазейру-ду-Пиауи (порт. Juazeiro do Piauí) — муниципалитет в Бразилии, входит в штат Пиауи. Составная часть мезорегиона Северо-центральная часть штата Пиауи. Входит в экономико-статистический микрорегион Кампу-Майор. Население составляет  4 757 человек на 2010 год. Занимает площадь 931,935 км². Плотность населения — 5,10 чел./км².

## Демография
Согласно сведениям, собранным в ходе переписи 2010 г. Национальным институтом географии и статистики (IBGE), население муниципалитета составляет:
| Полное население                               | Полное население                               | Полное население                               | Полное население                               | 4757  |
| ---------------------------------------------- | ---------------------------------------------- | ---------------------------------------------- | ---------------------------------------------- | ----- |
| в том числе:                                   | Городское население                            | 1479                                           | Процент городского населения, %                | 31,09 |
|                                                | Сельское население                             | 3278                                           | Процент сельского населения, %                 | 68,91 |
|                                                | Мужское население                              | 2419                                           | Процент мужского населения, %                  | 50,85 |
|                                                | Женское население                              | 2338                                           | Процент женского населения, %                  | 49,15 |
| Плотность населения, чел/км²                   | Плотность населения, чел/км²                   | Плотность населения, чел/км²                   | Плотность населения, чел/км²                   | 5,10  |
| Население муниципалитета в % к населению штата | Население муниципалитета в % к населению штата | Население муниципалитета в % к населению штата | Население муниципалитета в % к населению штата | 0,15  |

По данным оценки 2016 года, население муниципалитета составляет 5380 жителей.

## Статистика
- Валовой внутренний продукт на 2003 год составляет 6 596 370,00 реалов (данные: Бразильский институт географии и статистики).
- Валовой внутренний продукт на душу населения на 2003 год составляет 1474,05 реалов (данные: Бразильский институт географии и статистики).
- Индекс развития человеческого потенциала на 2000 год составляет 0,539 (данные: Программа развития ООН).